# Hem-Lenglet
 Hem-Lenglet là một xã ở tỉnh Nord trong vùng Hauts-de-France, Pháp.